# Зенаїда сокорська
Зенаїда сокорська (Zenaida graysoni) — вид птахів родини голубових (Columbidae).

## Поширення
Ендемік тихоокеанського острова Сокорро біля західного узбережжя Мексики. Після того як військова база була створена на острові, чисельність цих надзвичайно поширених тварин була катастрофічно зменшена в 1960-х роках, введенням диких кішок і полюванням. Останнє спостереження там датується 1972 роком, з тих пір вид вважається вимерлим у дикій природі. На щастя, птахівництво запобігло повному вимиранню виду. Вид, мабуть був поширеним у лісових районах вище 500 м, де переважають Bumelia, Prunus serotina, Guettarda, Ilex, Psidium, Ficus. Це була дуже наземна плодоїдна тварина, яка, ймовірно, залежала від неушкодженого підліску з папоротеподібних і молочаїв. Є не більше 200 і, ймовірно, менше 100 чистокровних птахів у неволі (2008).

## Поведінка
Жив ймовірно парами, споживав насіння та фрукти, зелений корм і дрібних комах.
Практично нічого не відомо про розмноження в дикій природі. У неволі, самиця зазвичай відкладає два білих яйця в гніздо 1–2,5 м над землею. Інкубаційний період триває 14–17 днів. Молодь оперяється за 14–20 днів.

## Морфологія
Від 20 до 25 см у висоту і має від червонувато-коричневого до коричневого оперення. Дзьоб короткий і тонкий, червонуватого кольору, темний на самому кінці. Статевий диморфізм лише злегка виражений. Самці мають злегка блискучіше оперення, ніж самиці. Важить в середньому 190 г.